# Neocolpodia spiniformis
Neocolpodia spiniformis är en tvåvingeart som först beskrevs av Boris Mamaev 1964.  Neocolpodia spiniformis ingår i släktet Neocolpodia och familjen gallmyggor. Inga underarter finns listade i Catalogue of Life.